# Miroslav Steinhauser
Miroslav Steinhauser [štajnhauzr] (* 6. dubna 1964 Tišnov) je český profesionální trenér mládeže a bývalý fotbalový obránce.

## Hráčská kariéra
Tišnovský rodák a odchovanec hrál v československé lize za Zbrojovku Brno. Nastoupil ve 14 prvoligových utkáních a dal 1 gól (20. května 1983 Na Julisce domácí Dukle při výhře Zbrojovky 2:1).

### Ligová bilance
| Ročník                                   | Zápasy | Góly | Klub           |
| ---------------------------------------- | ------ | ---- | -------------- |
| 1. československá fotbalová liga 1982/83 | 14     | 1    | Zbrojovka Brno |
| I. ČNFL 1983/84                          | 22     | 0    | Zbrojovka Brno |
| I. ČNFL 1984/85                          | 9      | 0    | Zbrojovka Brno |
| I. ČNFL 1985/86                          | 29     | 0    | Zbrojovka Brno |
| I. ČNFL 1986/87                          | 16     | 0    | Zbrojovka Brno |
| ČMFL 1992/93                             | –      | –    | SKP Znojmo     |
| CELKEM 1. LIGA                           | 14     | 1    |                |

## Trenérská kariéra
Začal jako hrající asistent trenéra v tehdy divizním Znojmě, dále působil v klubech FC Pálava Mikulov, SV Sparkasse Litschau a SK Chvalovice (hrající trenér). Od poloviny podzimu 2014 vede divizní TJ Sokol Tasovice (platné k 23.10.2016). Je profesionálním trenérem mládeže.